# Risto Laakkonen
Risto Juhani Laakkonen (Kuopio, 6 de mayo de 1967) es un deportista finlandés que compitió en salto en esquí. 
Participó en dos Juegos Olímpicos de Invierno, en los años 1988 y 1992, obteniendo una medalla de oro en Albertville 1992, en la prueba de trampolín grande por equipo (junto con Ari-Pekka Nikkola, Mika Laitinen y Toni Nieminen).
Ganó dos medallas en el Campeonato Mundial de Esquí Nórdico, oro en 1989 y plata en 1991.

## Palmarés internacional
| Juegos Olímpicos   | Juegos Olímpicos       | Juegos Olímpicos | Juegos Olímpicos |
| Año                | Lugar                  | Medalla          | Prueba           |
| ------------------ | ---------------------- | ---------------- | ---------------- |
| 1992               | Albertville (Francia)  | Medalla de oro   | TG por equipos   |
| Campeonato Mundial |                        |                  |                  |
| Año                | Lugar                  | Medalla          | Prueba           |
| 1989               | Lahti (Finlandia)      | Medalla de oro   | TG por equipos   |
| 1991               | Val di Fiemme (Italia) | Medalla de plata | TG por equipos   |